# Palácio dos Condes da Guarda
O Palácio dos Condes da Guarda, atual Câmara Municipal de Cascais, também designado por Solar dos Condes da Guarda e Casa dos Azulejos, localizado na Praça 5 de Outubro, em Cascais, é a atual sede do município e alberga também, no piso térreo, o Museu da Vila.
Encontra-se classificado como Imóvel de Interesse Municipal desde 2006.

## Caracterização
O edifício de dois pisos data de finais do século XVIII, e foi ampliado sucessivas vezes ao longo do século XX. Situado na Praça 5 de Outubro, em frente à Baía de Cascais, destaca pela sua horizontalidade, sobriedade e pelo extenso uso de azulejos por todos os seus espaços.
A sua fachada principal apresenta elementos homogéneos e distribuídos de maneira uniforme — pilastras, cunhais de cantaria e vãos de moldura. No nível térreo, a fachada consiste de um revestimento em silhares de pedra bem aparelhada e um portal principal com cantos arredondados. Do lado direito do portal encontra-se um painel de azulejos indicativo do nome e função do edifício em Português, Espanhol, Francês, Inglês e Alemão. No piso superior, destaca-se o revestimento em azulejo, singular na arquitetura civil portuguesa pela sua temática religiosa. Acredita-se que os azulejos mais antigos tenham sido elaborados na Real Fábrica de Louça do Rato por Francisco de Paula e Oliveira e pelo mestre Jorge da Costa, em 1790. Os painéis por eles compostos alternam com os vãos das janelas, compondo a maior coleção de registos de santos alguma vez aplicados nas fachadas de um único imóvel. Aquando de uma intervenção no edifício, em 1969, foram acrescentados à sala nobre do edifício painéis da autoria de João Alves de Sá, da Fábrica Viúva Lamego, descrevendo cenas campestes e marítimas. Entre as representações que se podem observar na fachada encontram-se as de São Sebastião, Santo António, São Marçal, São Mateus, São Marcos, São Jerónimo, Lucas, o Evangelista e São João.
A cobertura do edifício é de telhado de duas águas com telha de canudo com beirado.
O interior do edifício foi profundamente alterado, mas mantém ainda alguns elementos da sua estrutura original, concretamente o pátio de entrada com cobertura abobadada lajeado em pedra e a escadaria de acesso ao primeiro piso, decorada com um lambril de azulejo de finais do século XVIII. É neste local do edifício que se encontra a figura de convite de um alabardeiro, o melhor exemplo azulejar de todo o conjunto. O primeiro piso encontra-se decorado em estilo neobarroco, com mobiliário, peças de madeira e azulejos produzidos na fábrica Viúva Lamego, que reproduzem alguns dos painéis de São Vicente de Fora. O segundo piso albergou o salão nobre da casa, e possui portas com moldura em madeira entalhada.

## História
Os primeiros registos do edifício aparecem no final do século XVIII, tendo sido usado até ao início do século XX como residência nobiliástica. Indicam a sua pertença a D. Inês Margarida da Cunha, que o terá mandado edificar, e o uso feito dele para albergar o Almirante Charles Cotton durante as Guerras Napoleónicas. Foi posteriormente vendido a João Lopes Calheiros de Menezes e usado igualmente para habitação. Dada a atribuição a um dos seus herdeiros, em 1860, do título de Conde da Guarda, o imóvel passa a conhecer-se pelo seu nome corrente. Em 1918 é transferido para a tutela de Herlander Ribeiro, albergando um casino e estabelecimentos comerciais destinados a suportar o turismo na zona em redor, bem como uma estação de correios. A transferência para seu proprietário atual deu-se em 1932, após venda pela Sociedade Comercial de Cascais.
Foi ampliado em diversas ocasiões ao longo do século XX, entre as quais em 1918, quando lhe são unidos três edifícios distintos. Em 1966 sofre novamente obras de intervenção e une-se-lhe um outro edifício de três pisos situado a sul, correspondente a um restaurante, do qual se manteve a fachada. Um destes edifícios terá servido também como mercearia. A última intervenção data de 2015, quando foi alterado o piso térreo de modo a acolher o Museu da Vila.